# Trout Brook Valley State Park Reserve
Trout Brook Valley State Park Reserve ist ein Reservat im US-Bundesstaat Connecticut auf dem Gebiet der Gemeinde Easton, Connecticut.

## Geographie
Der State Park ist Teil des Schutzgebietes Trout Brook Valley Preserve (Trout Brook Valley Conservation Area) mit 4 km² (1009 acre). Dieses Gebiet umfasst Gebiete von Easton und Weston und umgibt das Südost-Ende des Saugatuck Reservoir. Es wird vom Aspetuck Land Trust betrieben. Das Trout Brook Valley State Park Reserve gehört dem Staat Connecticut und umfasst 1,21 km² (300 acres). Der Saugatuck River bildet die südöstliche Begrenzung des Reservats, südlich davon schließt sich der Devils Glen Park an. Hawleys Brook als linker Zufluss des Saugatuck River bestimmt mit seinen Zuflüssen die Geographie des Reservats. Pop Mountain und Flirt Hill am Südende des Saugatuck Reservoir sind die herausragenden Geländemarken mit 124 m (410 ft) beziehungsweise 155 m (510 ft) über dem Meer.

## Geschichte
1994 spielte die Bridgeport Hydraulic Company (BHC) mit der Absicht, die 730 acres Land am Südostende des Saugatuck Reservoir zu verkaufen, die bis dahin nicht bewirtschaftet worden waren. 1997 unterzeichnete die Muttergesellschaft Aquarion zusammen mit BHC und einer Baufirma einen Vertrag, der vorsah, 130 Luxus-Häuser und einen Golfplatz auf dem Gelände zu errichten.
1998 starteten der Aspetuck Land Trust und die Coalition to Preserve Trout Brook Valley eine Initiative, um das Gebiet vor einer Verbauung zu retten. Sie wurden dabei vom Connecticut Fund for the Environment (CFE) unterstützt, sowie Bürgern von Easton, dem Easton Garden Club, weiteren Freizeitgruppen (unter anderem Paul Newman und seine Familie).
Im September 1999 wurden 685 acres des Areals von BHC/Aquarion erworben. Der Kaufpreis belief sich auf $5,3 mio. den der Aspetuck Land Trust und die Nature Conservancy aufbrachten, sowie $6 mio vom State of Connecticut. 45 acres in der Nachbarschaft (Weston) wurden von der Gemeinde erworben.

## Freizeitaktivitäten
Das gesamte Gebiet verfügt über mehr als 20 mi (32 km) Wanderwege. Apfelplantagen und Heidelbeerfelder gehören zum Gebiet und in bestimmten Regionen ist auch saisonal das Jagen erlaubt.